# Arachnoidea protecta
Arachnoidea protecta är en mossdjursart som beskrevs av Harmer 1915. Arachnoidea protecta ingår i släktet Arachnoidea och familjen Arachnidiidae. Inga underarter finns listade i Catalogue of Life.